# Hrvatske željeznice

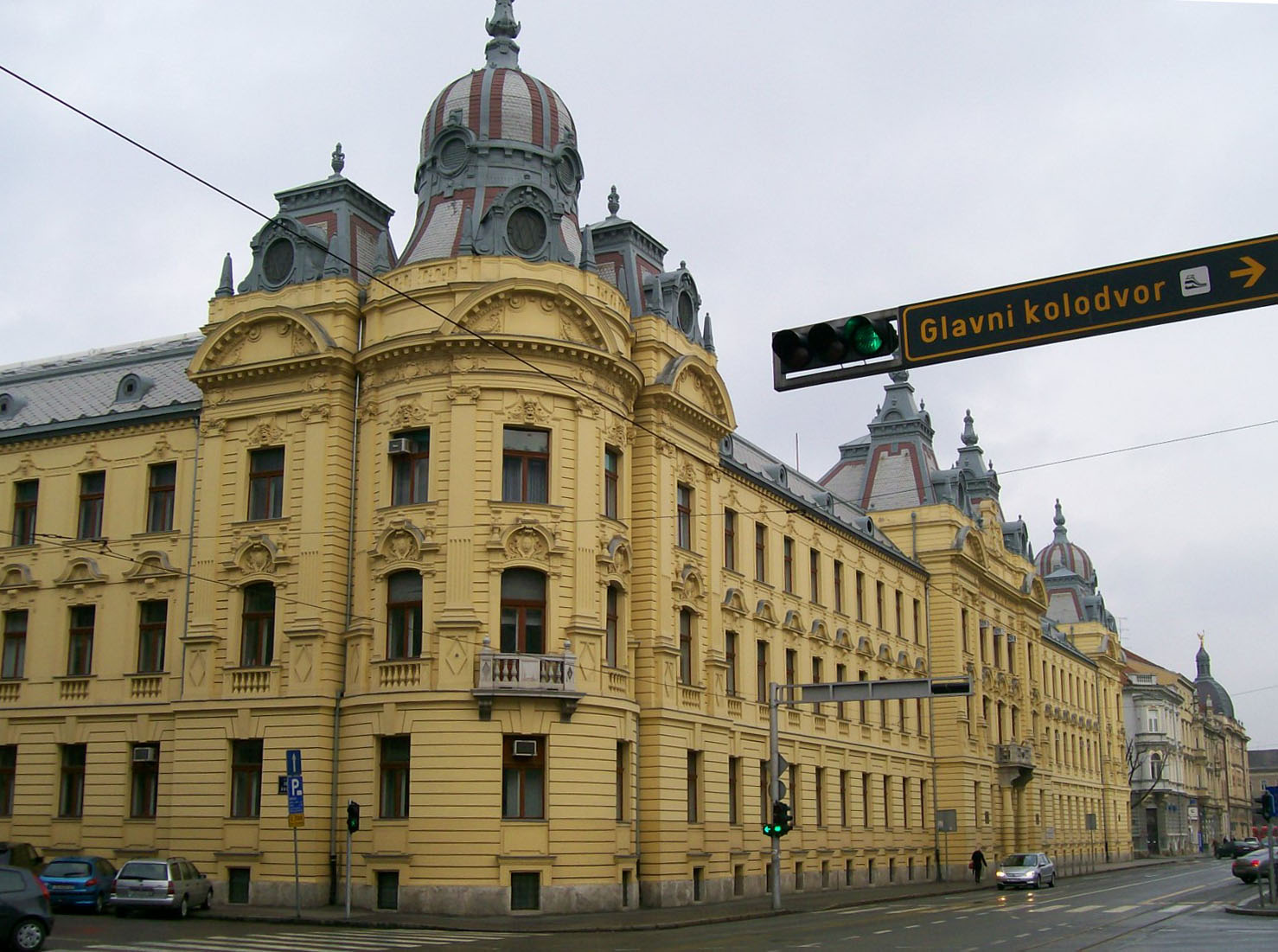
Hauptsitz der Kroatischen Eisenbahnen in Zagreb, 2008

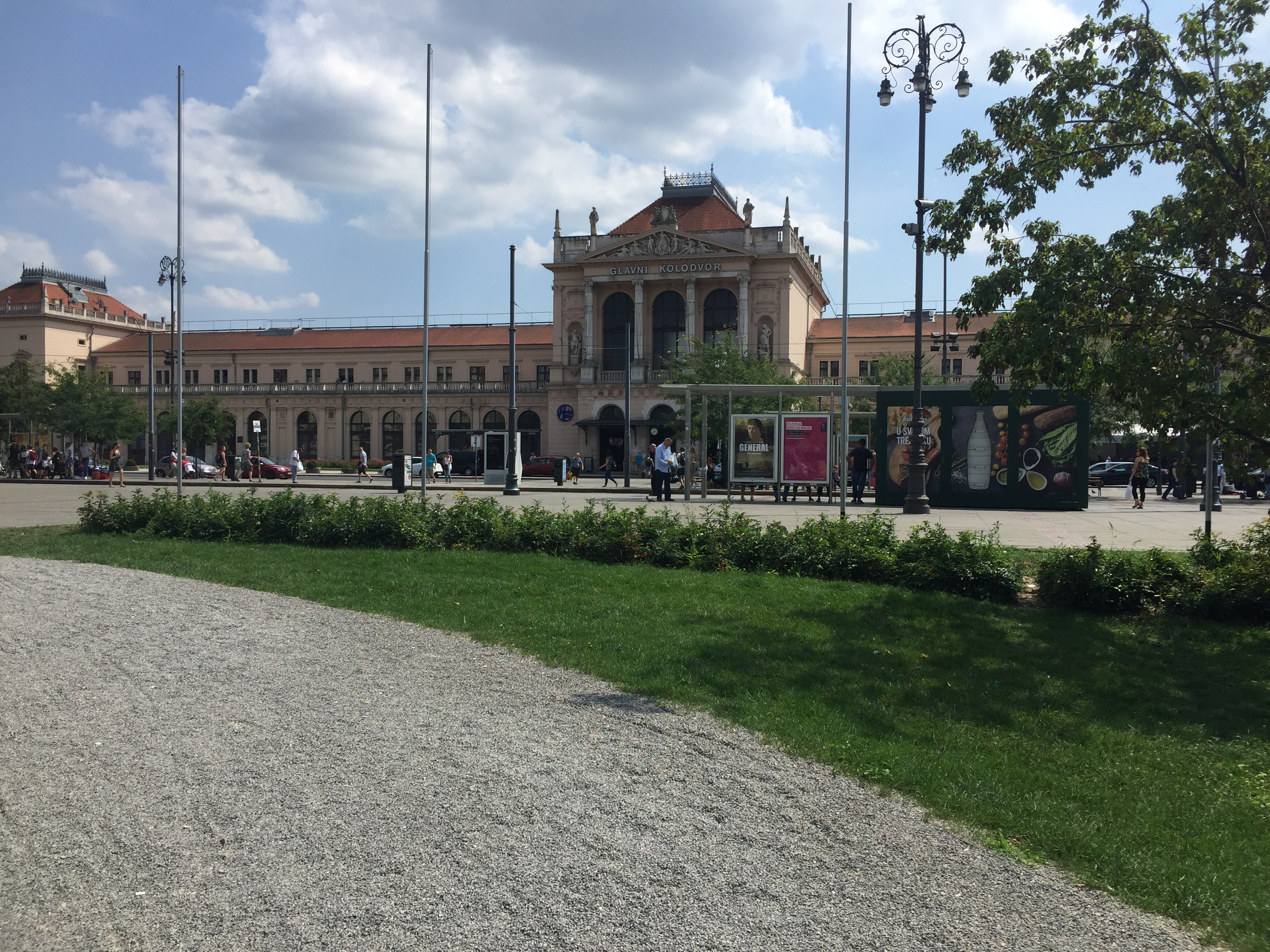
Der Hauptbahnhof von Zagreb, 2019

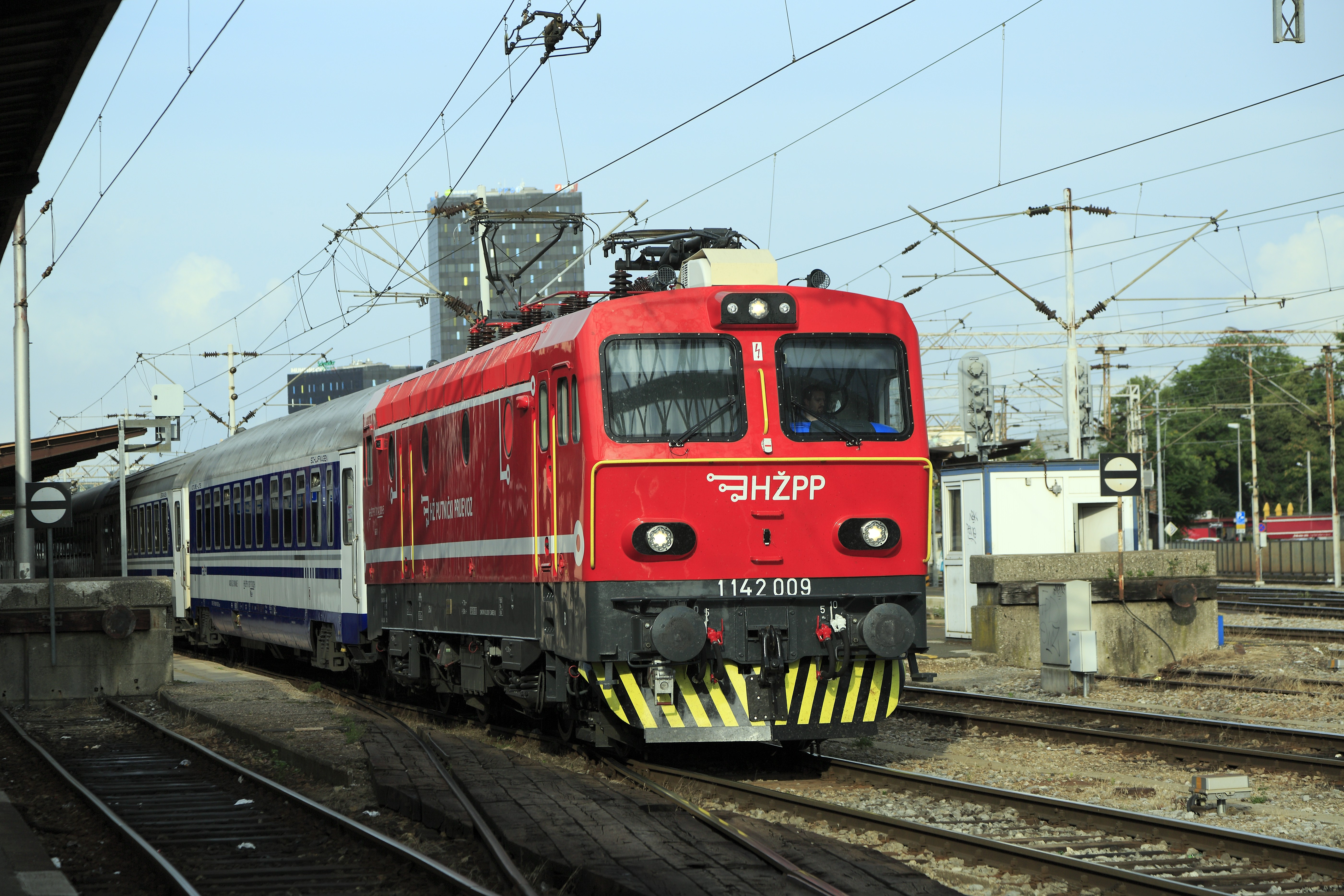
Schnellzug mit der 1142 009 auf der Magistrale des paneuropäischen Korridors X

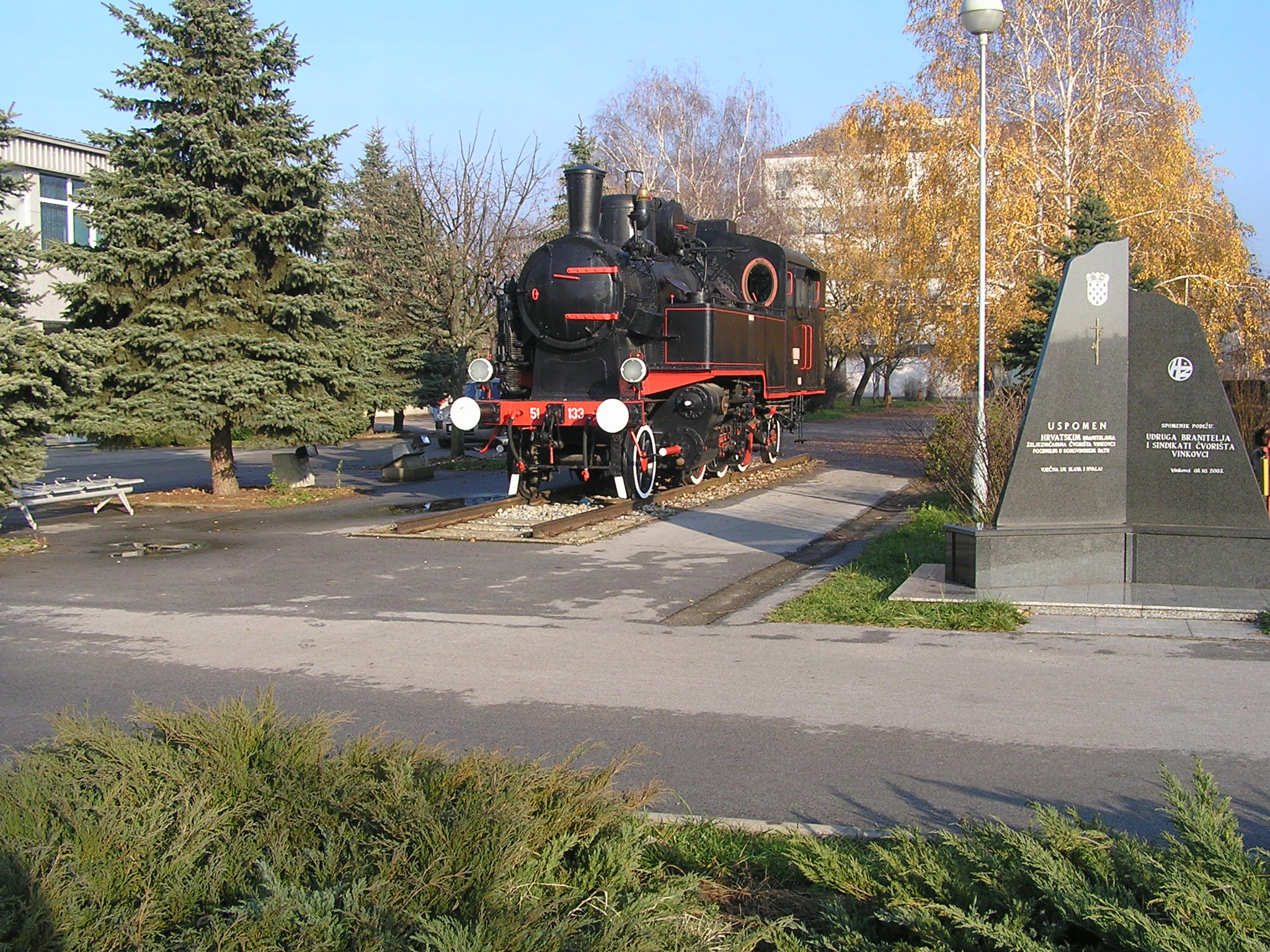
Die Dampflokomotive 51-133 als Denkmal in Vinkovci (erbaut 1942)

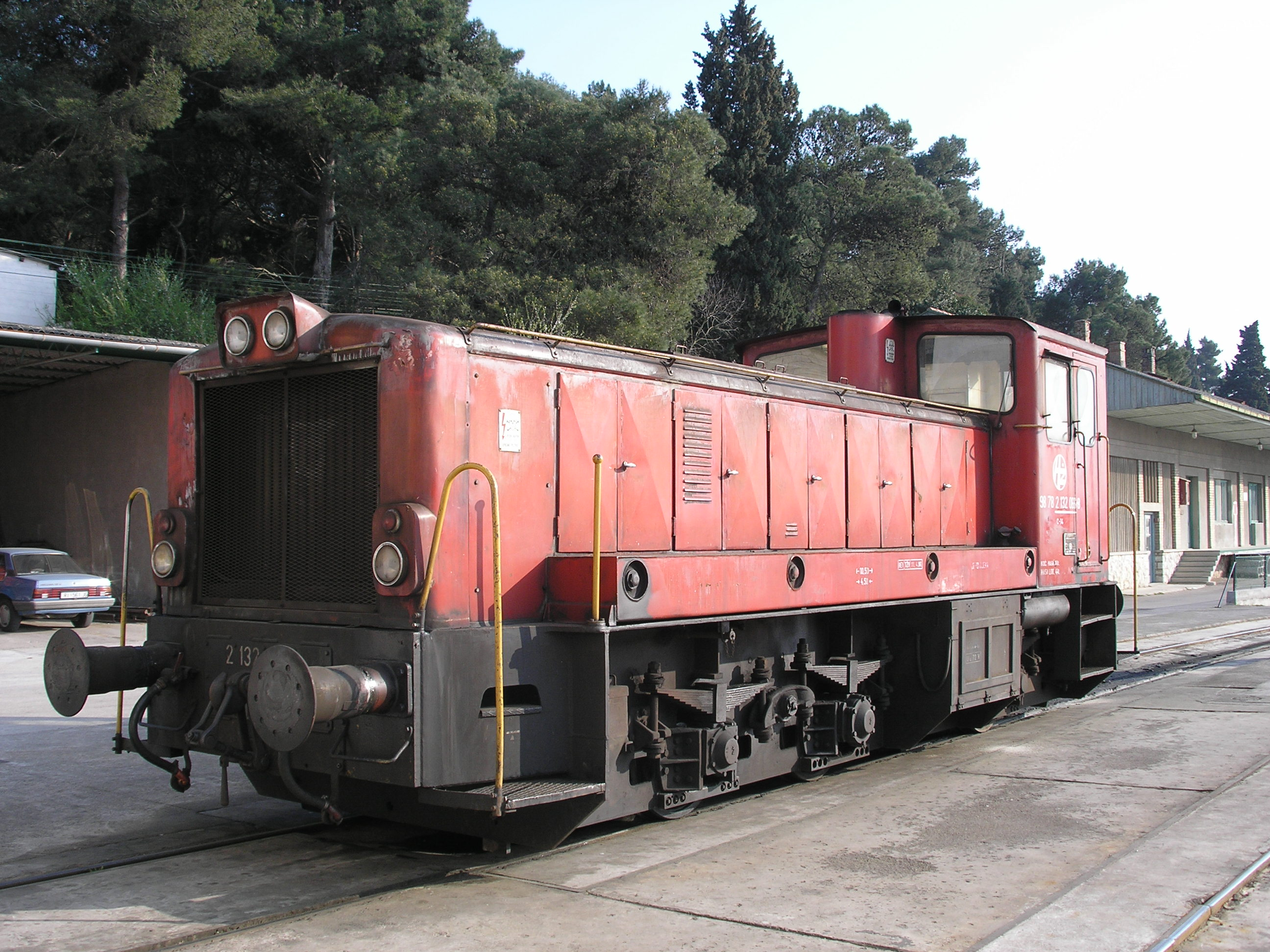
Rangierlokomotive 2132-066

Hrvatske željeznice (HŽ), dt. Kroatische Eisenbahnen, ist die staatliche kroatische Eisenbahngesellschaft, die während des Zerfalls Jugoslawiens gegründet wurde. Vorgängerinstitution auf kroatischem Territorium waren die Jugoslawischen Eisenbahnen (JŽ).
Seit 2014 wird für den Personenverkehr das Kürzel HŽPP verwendet. Seither hat die Personenverkehrssparte auch ein neues, von HŽ abweichendes Logo und Corporate Design.

## Strukturierung
Die Kroatischen Bahnen wurden 2006 privatisiert. Die Gesamtstruktur wurde hierbei in drei separate Holdings getrennt:
- HŽ Infrastruktura – Bahninfrastruktur (Netz) sowie Geschäftsführung
- HŽ Putnički prijevoz (HŽPP) – Personentransport
- HŽ Cargo – Gütertransport

2003 wurde auch eine Handelsgesellschaft namens „Tehnički servisi željezničkih vozila“ (TSŽV) gegründet, die für die Wartung der Eisenbahnfahrzeuge und Schienen zuständig ist. Sie befindet sich zu 100 % im Eigentum von HŽ.

## Geschichte
Die Gesamtlänge des Eisenbahnnetzes in Kroatien betrug im Jahr 2022 2617 km, von denen jedoch die meisten nicht elektrifiziert und zweigleisig sind.
Das kroatische Bahnnetz bedarf dringender Modernisierung, da während der Zeit der Sozialistischen Föderativen Republik Jugoslawien nur wenig in die Bahninfrastruktur Kroatiens investiert wurde und im Kroatienkrieg viele Strecken in Mitleidenschaft gezogen wurden, besonders in Slawonien und der Lika. 

## Streckennetz

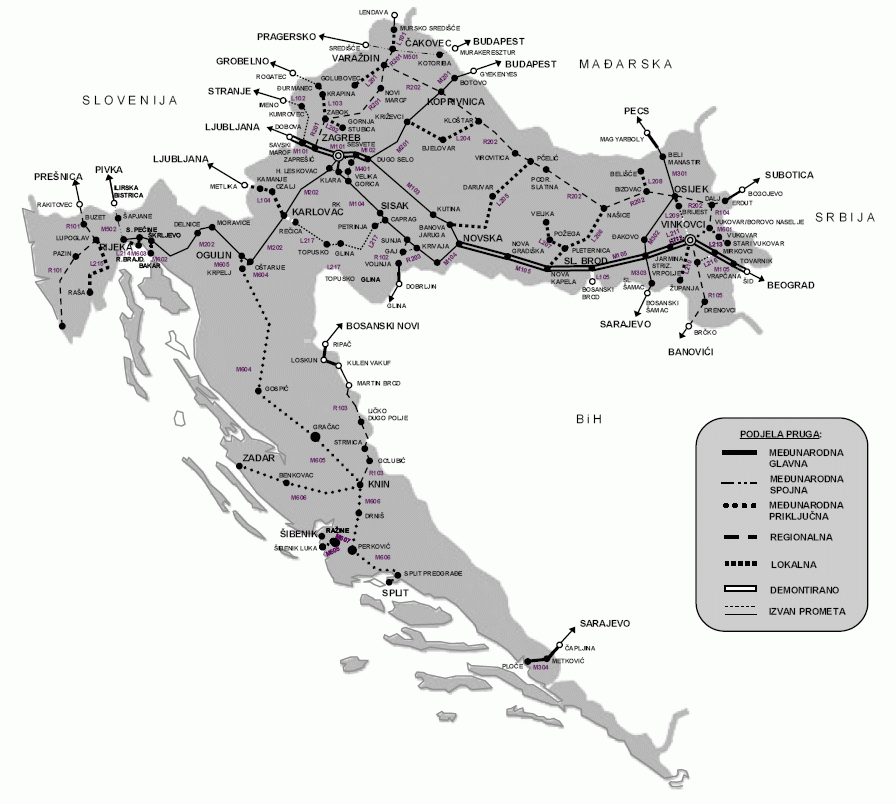
Eisenbahnnetz von Kroatien

### Internationale Hauptstrecken (Korridorstrecken)
Durch Kroatien führen drei Paneuropäische Verkehrskorridore, dementsprechend existieren drei sogenannte Korridorstrecken:
- Korridor X (auch Korridor 10 oder Save-Korridor): Slowenien–Zagreb–Vinkovci–Tovarnik–Serbien:
 Hauptader der kroatischen Eisenbahn,
 zweigleisig auf einem Großteil der Strecke,
 elektrifiziert,
 Streckengeschwindigkeit 160 km/h (die höchste zugelassene Geschwindigkeit im kroatischen Netz)
- Korridor Vb (oder 5b): Ungarn–Botovo–Koprivnica–Zagreb–Rijeka (vgl. unten):
 elektrifiziert,
- Korridor Vc (oder 5c): Ungarn–Beli Manastir–Strizivojna-Vrpolje–Slavonski Šamac–Bosnien-Herzegowina–Ploče:
 eingleisig,
 teilweise elektrifiziert

Der Korridor X schneidet den Korridor Vb in der Nähe von Zagreb und den Korridor Vc zwischen den kleinen Dörfern Strizivojna und Vrpolje.

### Vinkovci–Osijek
Die Bahnstrecke Vinkovci–Osijek war vor der Unabhängigkeit Kroatiens eine der meistbenutzten Regionalstrecken Kroatiens. Der Zustand der Strecke erlaubte damals eine Höchstgeschwindigkeit von 120 km/h. Durch den Krieg wurden 25 km der ursprünglich etwa 35 km langen Strecke völlig zerstört (entfernt). Es gab viele Petitionen, diese Strecke zu erneuern. Eine Erneuerung wurde jedoch aus Kostengründen lange Zeit herausgezögert. Im Jahr 2008 wurde die Erneuerung abgeschlossen, im Dezember wurde der Planbetrieb wieder aufgenommen.

### Zagreb–Split
Auf der Relation von Zagreb über Gospić nach Split verkehrten seit 2005 Triebwagen mit aktiver Neigetechnik vom Typ RegioSwinger als ICN (InterCity nagibni), die eine wesentlich komfortablere Reise ermöglichen und eine deutliche Zeitersparnis im Vergleich zu den vorherigen Zügen bieten sollten. Die Kroatischen Bahnen erhofften sich damit eine Revitalisierung des Bahnverkehrs als Konkurrenz zum Autoverkehr, insbesondere in den Sommermonaten. Etwa ab 2010 ging jedoch die Einsatzbereitschaft der Triebwagen immer weiter zurück, ersatzweise mussten wieder lokbespannte Züge eingesetzt werden.

## Elektrischer Bahnbetrieb
Die Staatsbahnen FS der italienischen Besatzungsmacht elektrifizierten in den 1930er Jahren Teile des Bahnnetzes auf der Halbinsel Istrien und wendeten dasselbe Gleichstromsystem mit einer Nennspannung von 3 kV wie in Italien an. Die Jugoslawischen Eisenbahnen (JŽ) übernahmen die bestehenden Anlagen und elektrifizierten damit von 1953 bis 1967 die Bahnstrecke Zagreb–Rijeka.
Dann entschieden sich die JŽ für das fortschrittlichere Einphasenwechselstromsystem mit einer Fahrdrahtspannung von 25 kV und 50 Hz und elektrifizierten u. a. die Strecke Dobova–Zagreb–Belgrad. Zur Vermeidung eines Systemwechsels im Knoten Zagreb wurde zwischen 1985 und 1987 der Abschnitt von Zagreb nach Srpske Moravice (heute Moravice) im Zuge der Bahnstrecke Zagreb–Rijeka auf 25 kV Einphasenwechselspsannung umgestellt. Die Bahnhöfe Dobova in Slowenien und Moravice wurden damit zu Systemwechselbahnhöfen mit Querteilung nach ebenfalls italienischem Vorbild. Mehrsystemlokomotiven beschafften die JŽ jedoch nicht.
Im Netz der nach der Zerfall Jugoslawiens entstandenen Kroatischen Bahnen war die verbliebene Gleichstromstrecke Moravice–Rijeka–Šapjane ein Fremdkörper. Der schlechte Zustand der Fahrleitungen und die alten Gleichstromtriebfahrzeuge vereinfachten den Entscheid, im Dezember 2012 die verbliebene Gleichstromstrecke auf Wechselstrom umzustellen. Der Systemwechsel verschob sich von Moravice zum kroatischen Grenzbahnhof Šapjane. Im Gegensatz zum Abschnitt Zagreb–Moravice, wo die italienischen Mehrfachausleger in den Bahnhöfen beibehalten und nur gegen 25 kV isoliert wurden, erhielt der Abschnitt Moravice–Šapjane durchgehend neue Fahrleitungseinzelstützpunkte.

## Fahrzeuge

### Elektrische Lokomotiven für 3 kV Gleichspannung

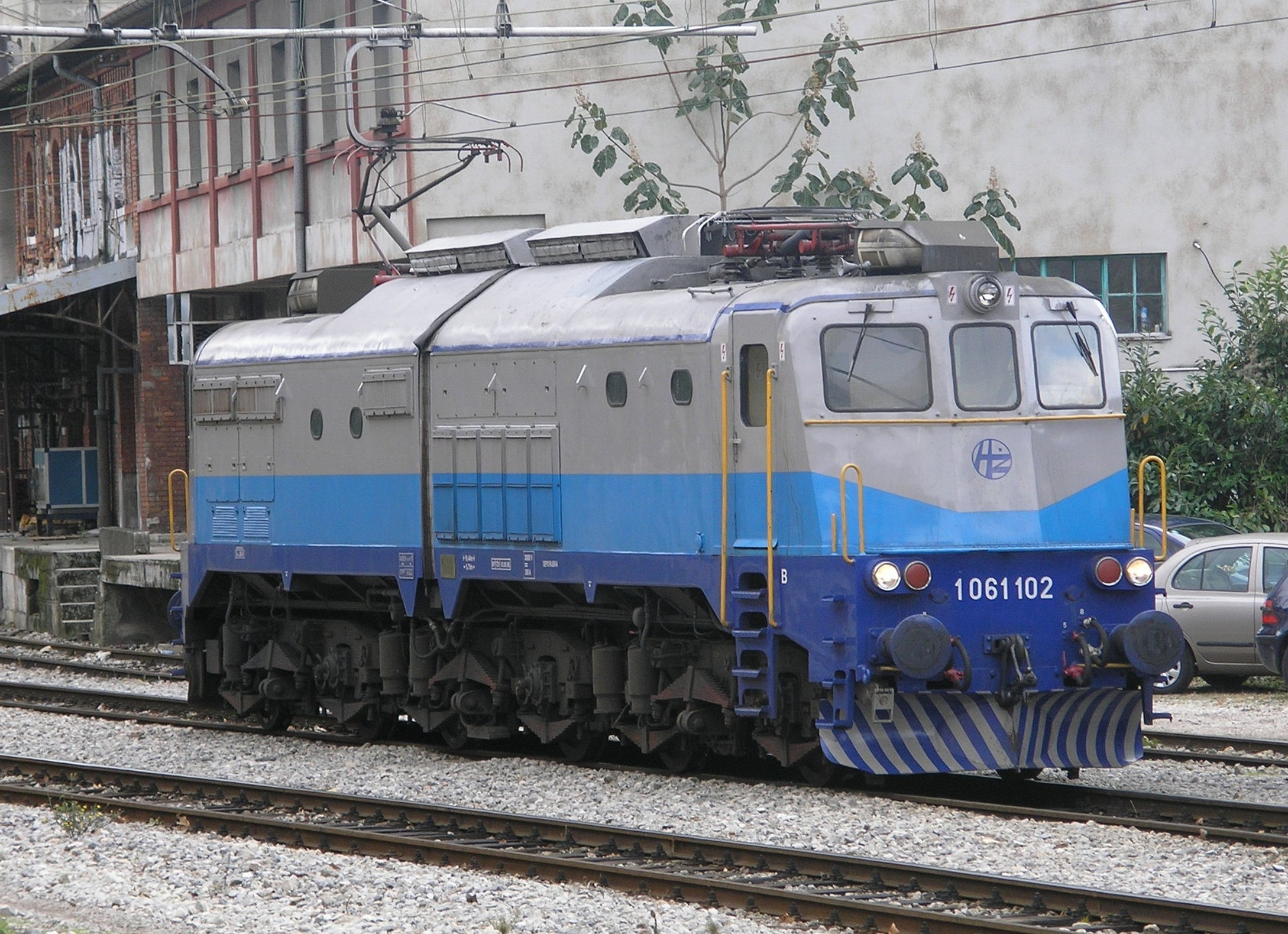
Elektrische Lokomotive Reihe 1061 Zutka

- Reihe 1061 (Spitzname Zutka), sechsachsige Lokomotiven mit der Achsfolge Bo’Bo’Bo’ und geteiltem Wagenkasten, welche bei Ansaldo in zwei Serien gebaut wurden und der italienischen Bauart E.636 entsprechen. Die erste Lieferung, nach der Gründung der HŽ Unterbaureihe 1061.0, umfasste 19 Lokomotiven, die von 1960 bis 1964 gebaut wurden, die zweite Lieferung mit den Baujahren 1968 und 1969 bestand aus zehn Lokomotiven, die gegenüber der ersten Serie einige Verbesserungen aufwiesen und die Unterbaureihe 1061.1 bildeten. Beide Serien wurden auf der Strecke Zagreb–Rijeka eingesetzt. Sie standen zum Teil bis zum Ende des Gleichstrombetriebes im Jahre 2012 im Einsatz. Drei Lokomotiven gelangten zur FNM in Italien. Zwei Lokomotiven wurden 1980 für 25 kV Wechselspannung umgebaut (Reihe 1161, Spitzname Samantha), sind jedoch außer Betrieb.

### Elektrische Lokomotiven für 25 kV Wechselspannung

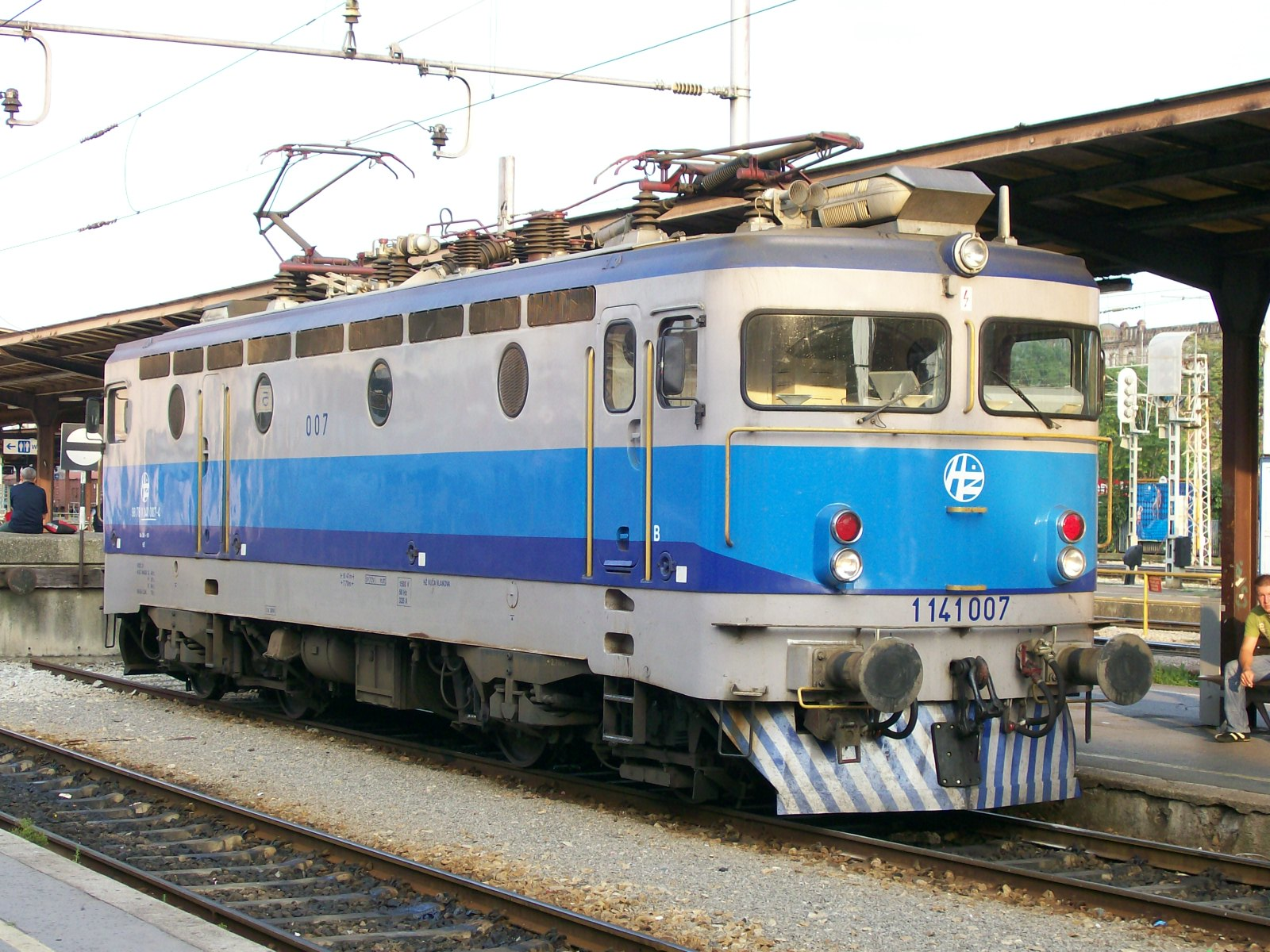
Elektrische Lokomotive 1141 007 Asea

- Reihe 1141 (Spitzname Asea), vierachsige Lokomotiven, welche von 1960 bis 1981 bei Asea, SGP und später auch bei Končar gebaut wurden. Sie basieren auf der schwedischen Bauart Rb. Die Lokomotiven, die bei den JŽ als Reihe 441 liefen, waren ursprünglich mit Diodengleichrichtern ausgerüstet, die später teilweise von Končar auf Thyristorsteuerung umgebaut wurden.
- Reihe 1142 (Spitzname Brena): Weiterentwicklung der 1141 mit neuen Stirnwänden und höherer Leistung; die Maschinen liefen bei den JŽ als Reihe 442; sie verblieben vollständig in Kroatien.

### Elektrische Mehrsystemlokomotiven
- Reihe 1241, vier Siemens ES64F4 wurden von 2005 bis 2006 von Dispolok gemietet. Ein Kauf unterblieb, nicht zuletzt aus finanziellen Gründen.

### Diesellokomotiven

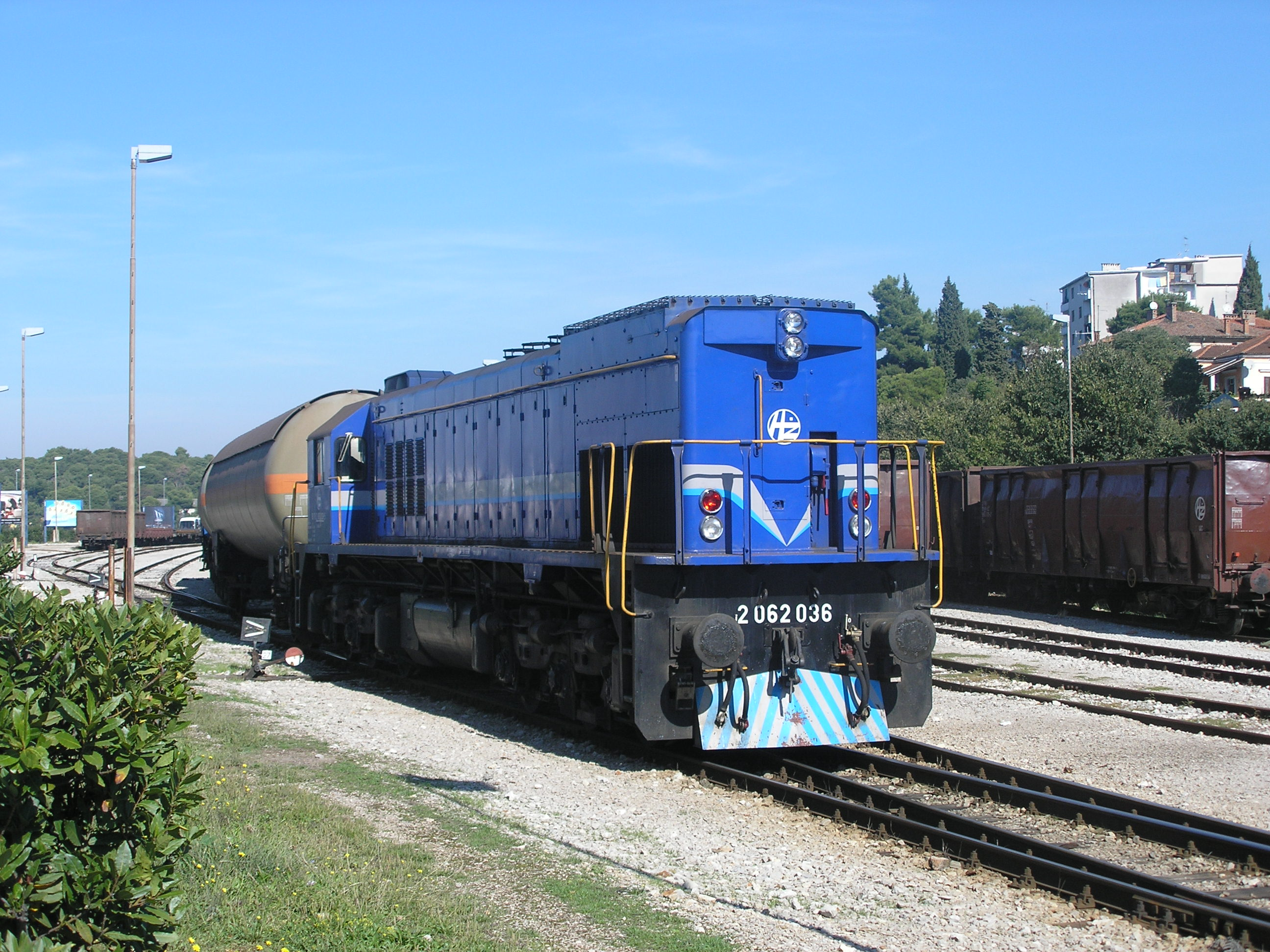
Diesellokomotive Reihe 2062 James

- Die Lokomotiven der Reihen 2041 und 2042 (Spitzname Ðuro Ðaković) sind leichte Universallokomotiven, welche auf den bei Brissonneau & Lotz entwickelten BB 63400 der SNCF basieren und von Ðuro Ðaković in Lizenz gebaut wurden.
- Verschiedene sechsachsige Diesellokomotiven stammen von Electro-Motive Diesel (EMD) und wurden zum Teil in Lizenz hergestellt. Die Lokomotiven der Reihen 2043 und 2044 haben nur vier Fahrmotoren, die mittleren Radsätze der Drehgestelle sind Laufachsen, damit auch Nebenstrecken mit geringen zulässigen Achslasten befahren werden können.
  - Die Maschinen der Reihe 2043 entstanden aus Lokomotiven der Reihe 2061 (EMD G16, JŽ-Baureihe 661, europäische Version der EMD SD9, Spitzname Kennedy), indem in jedem Drehgestell ein Fahrmotor ausgebaut wurde.
  - Die Reihe 2044 mit der EMD-Bezeichnung G26 ist die europäische Version der EMD-SD39.
  - Die Reihe 2062 (Spitzname Licanka oder James) sind SD38 von EMD, sie wurden von Turner und Gredelj modernisiert und als Reihe 2062-1 (Spitzname Turner) eingereiht.
  - Die Reihe 2063 (Spitzname Caravel) sind sechsachsige Lokomotiven ähnlich der SD40 von EMD.

### Elektrische Triebzüge

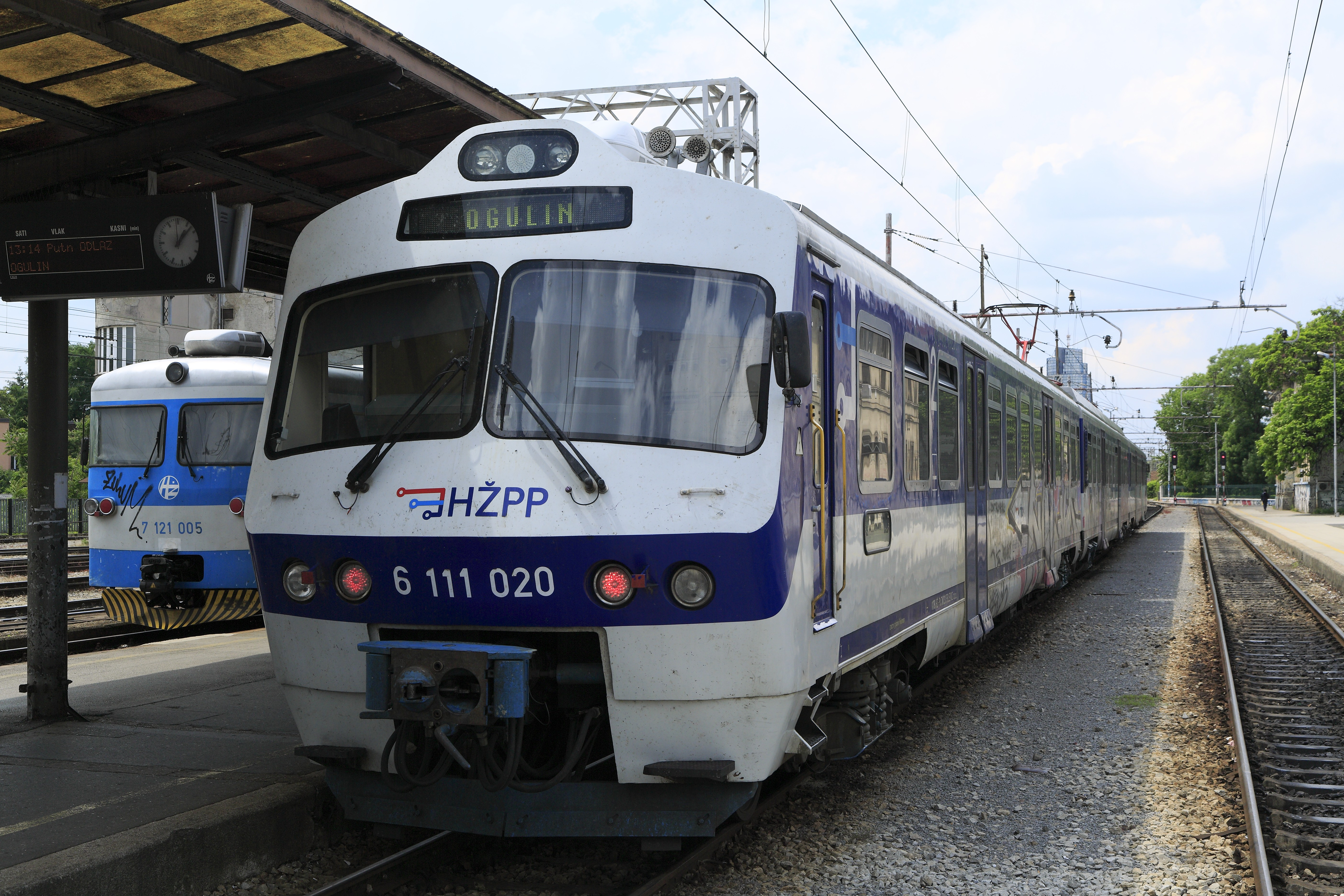
Elektrischer Triebzug Reihe 6111 Madjar

- Reihe 6011 (Spitzname Gomulka), in Polen bei Pafawag gebaute Triebzüge der polnischen Bauart EN57 für den Vorortverkehr von Rijeka mit 3 kV Gleichspannung, bis 2011 in Betrieb. Bei den JŽ und danach in Slowenien wurden die dort eingesetzten Einheiten als Reihe 315 bezeichnet.
- Reihe 6111 (Spitzname Madjar, übersetzt Ungar), bei Ganz gebaute Triebzüge für den Vorortverkehr von Zagreb unter 25 kV bei 50 Hz. Die JŽ und die übrigen Nachfolger führen die Einheiten als Reihe 411.
- Reihe 6112, in Kroatien von Končar Electric Vehicles gebaute Niederflureinheiten

### Dieseltriebzüge

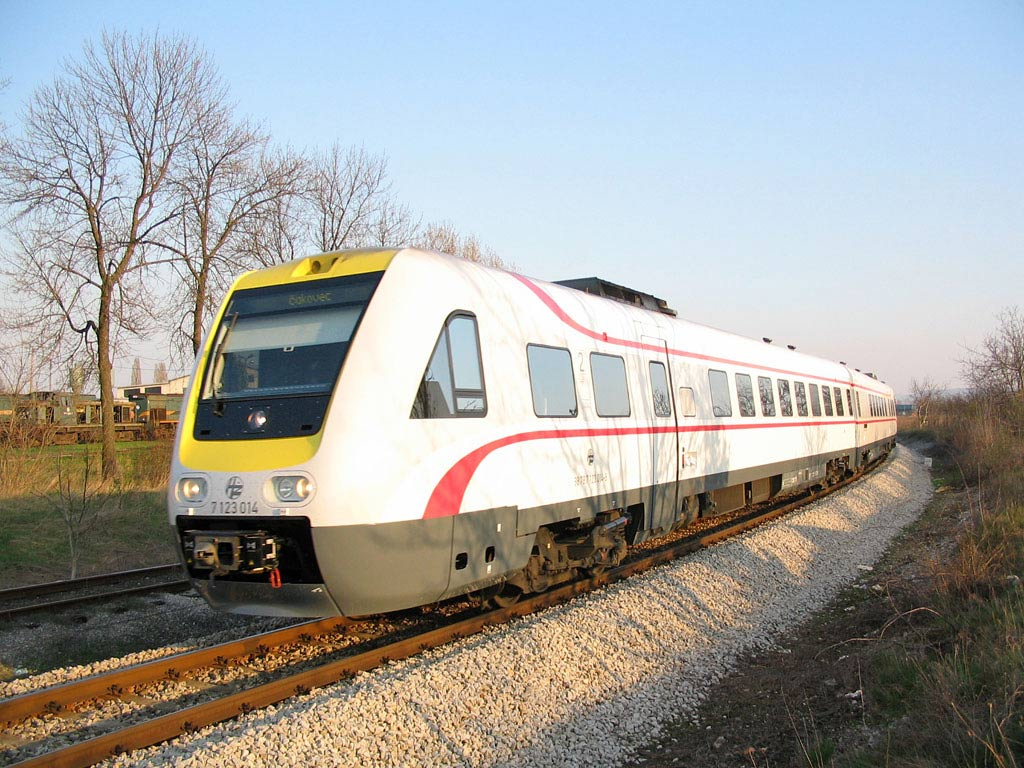
Dieseltriebwagen mit aktiver Neigetechnik Reihe 7123 Intercity Nagibni (ICN)

- Reihe 7121 (Spitzname Macosa), unter Lizenz der spanischen MACOSA bei Đuro Đaković gebaute Züge für den Regionalverkehr
- Reihe 7122 (Spitzname Svedjan, übersetzt Schwede), von der SJ gebraucht gekaufte Triebwagen der Serie Y1 und YF1. Die Triebwagen basieren auf dem italienischen ALn 668.
- Reihe 7123 (Spitzname ICN nagibni, übersetzt IC-Neigezug), nicht von der DB abgenommene Einheiten der Reihe 612 mit geringfügigen Anpassungen an den Fernverkehrseinsatz (zweite Toilette sowie Gepäckregal und Anrichte für den am-Platz-Service in den Traglastenräumen am Kurzkupplungsende)

## Zukünftige Projekte

### Aus- und Neubaustrecke Botovo–Zagreb–Rijeka
Im Januar 2007 wurde mit der Planung der Neubaustrecke Zagreb–Rijeka begonnen. Zwischen Botovo und Karlovac sollte mit EU-Fördermitteln die Bestandsstrecke ausgebaut werden. Die Fahrzeit von der ungarischen Grenze bis Rijeka hätte sich von fünf auf zwei Stunden verkürzt. Für die Durchquerung des Karstgebirges Kapela zwischen Karlovac und Rijeka wären mehrere Basistunnel und viele Brücken notwendig gewesen.
Die Bahnstrecke ist von strategischer Bedeutung für die Schienenanbindung des Seehafens von Rijeka. Die Gütertransportkapazität der bisherigen Strecke beträgt lediglich 5 Millionen Tonnen jährlich. Nur mit einer Bahnerneuerung ist ein Ausbau der Kapazität des Hafens Rijeka von bisher 15 auf über 30 Millionen Tonnen jährlich sinnvoll.
Unterdessen wurde das Projekt der Neubaustrecke zurückgestellt. Die Strecke wird nur abschnittsweise und mit wenigen Neutrassierungen ausgebaut.

### Zukünftige Pläne

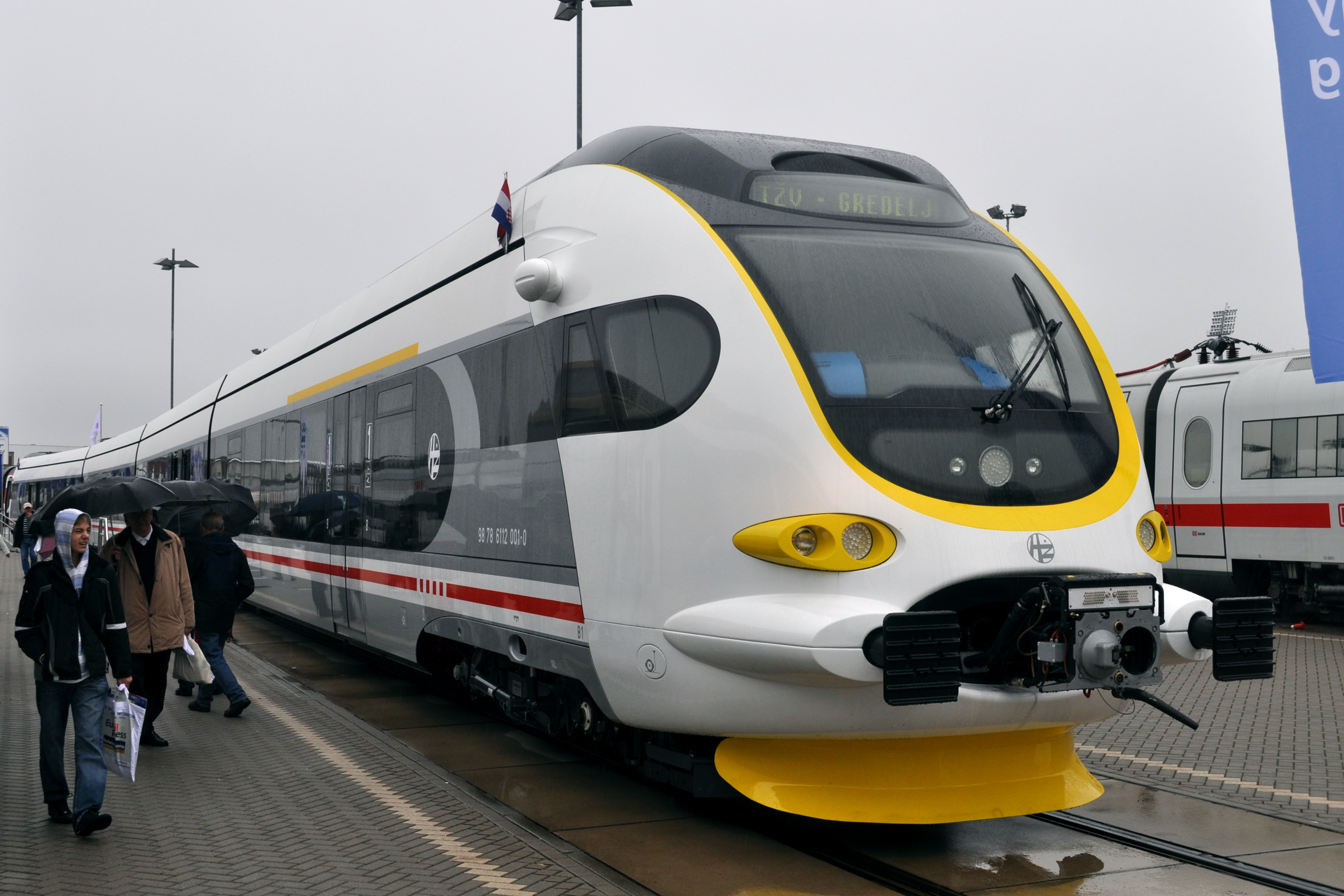
Neuer elektrischer Triebzug der Reihe 6112 auf der InnoTrans 2010

- Beschaffung neuer elektrischer Lokomotiven
- Beschaffung neuer elektrischer Triebwagen für Nah- und Fernverkehr (am meisten im Ballungsgebiet Zagreb notwendig)
- Bau des zweiten Gleises zwischen Botovo und Zagreb bzw. Dugo Selo und zwischen Zagreb und Karlovac.
- Vollelektrifizerung der Korridorstrecke Vc.
- Der Učka-Tunnel (Rijeka–Lupoglav): Anbindung an das Netz der Halbinsel Istrien, das vom restlichen kroatischen Netz getrennt ist. Die Anbindung der Region ist bisher nur mit einem großen Umweg über Pivka und Divača in Slowenien möglich. Zwischen Rijeka und Lupogľav verkehren ersatzweise Busse durch den Učka-Straßentunnel. Mit dem Bau wurde begonnen, er ist jedoch auf unbestimmte Zeit eingefroren.
- Zagreb–Samobor–Bregana: neue Eisenbahnstrecke, zum großen Teil auf einer ehemaligen Schmalspurtrasse
- Sisak–Kutina (–Lipovljani): Neue kurze Hochkapazitätsstrecke, für eine Geschwindigkeit von mindestens 250 km/h konzipiert.
- Gradec–Sveti Ivan Žabno: Neue Strecke, die die Entfernung zwischen Bjelovar und Zagreb wesentlich verkürzen wird.
- Einführung von GSM-R
- Einführung des ETCS